# Taux butyreux du lait
Le taux butyreux du lait correspond à sa teneur en matière grasse. On l'exprime généralement en g/kg. Il varie en fonction de l'espèce, la race, l'alimentation ou encore le stade de lactation.
Une chute de ce taux est généralement un signal d'alarme de l'acidose chronique.